# John Aird (ingegnere)
John Aird (Londra, 3 dicembre 1833 – Beaconsfield, 6 gennaio 1911) è stato un ingegnere inglese.
Entrato giovanissimo nell'impresa di costruzioni del padre, diresse con lui i lavori per l'erezione del Crystal Palace, sul luogo dove sorgevano gli edifici dell'esposizione di Londra del 1851 (costruiti dal padre). Impiantò, in patria e all'estero, numerose officine per la produzione del gas, eseguì lavori di canalizzazione, opere portuali, acquedotti, e contribuì, in Sardegna, alla costruzione delle ferrovie. La sua opera maggiore, la diga di Assuan sul Nilo (costruita tra il 1899 e il 1902), gli valse il titolo di baronetto.